# Ван Муй, Бенджамин
Бенджамин Ван Муй (англ. Benjamin Van Mooy, род. 1971 или 1972) — океанограф и старший научный сотрудник Океанографического института Вудс-Хоул, расположенного в Вудс-Хоул, штат Массачусетс. Его работа в основном сосредоточена на химической океанографии, с уделением особого внимания образованию и реминерализации морских органических веществ.
Ван Муй получил степень бакалавра в Северо-Западном университете в 1995 году, а также степень магистра (2000) и доктора философии (2003) в Вашингтонском университете. Он начал работать в Океанографическом институте Вудс-Хоул в 2003 году и в настоящее время является старшим научным сотрудником и заведующим кафедрой морской химии и геохимии.
Ему приписывают открытие замены фосфолипидов на сульфолипиды в морском планктоне в периоды дефицита фосфора и образование вирусных гликосфинголипидов в результате заражения кокколитовирусами у Emiliania huxleyii.
В 2024 году Ван Муй был удостоен стипендии Макартура.

## Наиболее цитируемые публикации
- Reddy CM, Arey JS, Seewald JS, Sylva SP, Lemkau KL, Nelson RK, Carmichael CA, McIntyre CP, Fenwick J, Ventura GT, Van Mooy BA. Composition and fate of gas and oil released to the water column during the Deepwater Horizon oil spill. Proceedings of the National Academy of Sciences. 2012 Dec 11;109(50):20229-34.  Согласно Академии Google, работа процитирована 629 раз[5].
- Camilli R, Reddy CM, Yoerger DR, Van Mooy BA, Jakuba MV, Kinsey JC, McIntyre CP, Sylva SP, Maloney JV. Tracking hydrocarbon plume transport and biodegradation at Deepwater Horizon. Science. 2010 Oct 8;330(6001):201-4. Согласно Академии Google, статья процитирована 830 раз[5].
- Van Mooy BA, Fredricks HF, Pedler BE, Dyhrman ST[англ.], Karl DM, Koblížek M, Lomas MW, Mincer TJ, Moore LR, Moutin T, Rappé MS. Phytoplankton in the ocean use non-phosphorus lipids in response to phosphorus scarcity. Nature. 2009 Mar;458(7234):69-72. Согласно Академии Google, статья процитирована 610 раз[5].
- Buesseler KO, Lamborg CH, Boyd PW, Lam PJ, Trull TW, Bidigare RR, Bishop JK, Casciotti KL, Dehairs F, Elskens M, Honda M. Revisiting carbon flux through the ocean’s twilight zone. science. 2007 Apr 27;316(5824):567-70. Согласно Академии Google, статья процитирована 577 раз[5].
- Van Mooy BA, Rocap G, Fredricks HF, Evans CT, Devol AH. Sulfolipids dramatically decrease phosphorus demand by picocyanobacteria[англ.] in oligotrophic marine environments. Proceedings of the National Academy of Sciences. 2006 Jun 6;103(23):8607-12. Согласно Академии Google, статья процитирована 323 раза[5].